# Horsfieldia subtilis
Espèce
Statut de conservation UICN

 LC  : Préoccupation mineure
Horsfieldia subtilis est une espèce de plantes du genre Horsfieldia de la famille des Myristicaceae.

## Liste des variétés
Selon Catalogue of Life (10 septembre 2020) :
- variété Horsfieldia subtilis var. aucta
- variété Horsfieldia subtilis var. auctissima
- variété Horsfieldia subtilis var. calcarea
- variété Horsfieldia subtilis var. rostrata